# Blanchinus (Mondkrater)
Blanchinus ist ein Einschlagkrater im Südwesten der Mondvorderseite, östlich des Mare Nubium, südlich des Kraters La Caille und nördlich von Werner.
Der Kraterrand ist stark erodiert, der Kraterboden eben.
| Buchstabe | Position          | Durchmesser | Link |
| --------- | ----------------- | ----------- | ---- |
| B         | 25,25° S, 1,51° O | 7 km        |      |
| D         | 25,05° S, 4,11° O | 7 km        |      |
| K         | 24,82° S, 4,93° O | 8 km        |      |
| M         | 25,23° S, 2,52° O | 5 km        |      |

Der Krater wurde 1935 von der IAU nach dem italienischen Astronomen Giovanni Bianchini offiziell benannt.
Westlich von Blanchinus kann beim Mondalter von zirka 6,7 Tagen, kurz vor dem Erreichen des ersten Mondviertels der visuelle Effekt Lunar X am Mondterminator beobachtet werden.